# ГЕС Місакубо
ГЕС Місакубо (яп. 水窪発電所) — гідроелектростанція в Японії на острові Хонсю. Використовує ресурс із річки Місакубо, лівої притоки Тенрю (впадає до Тихого океану біля міста Хамамацу).

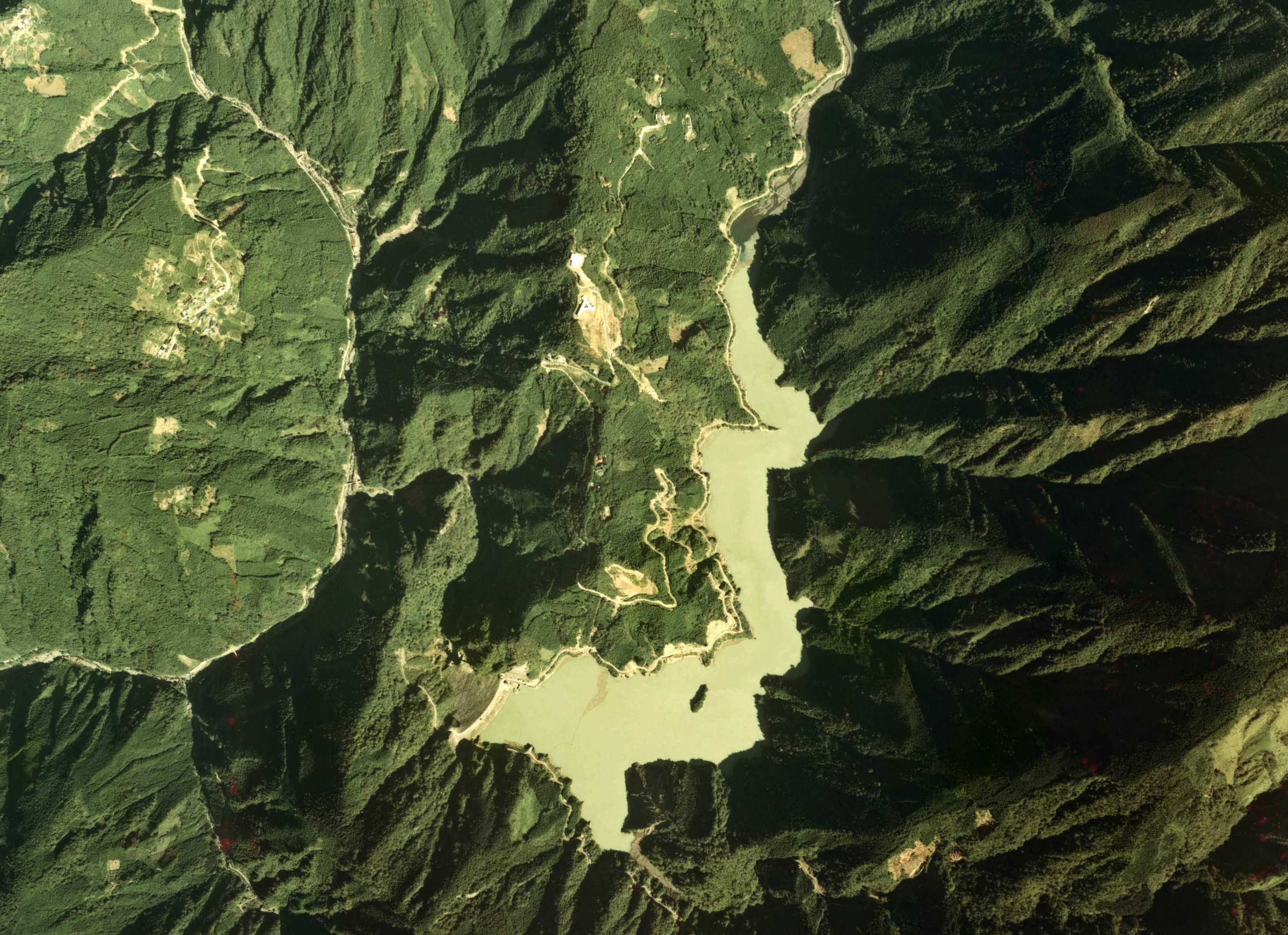
Вид зверху на водосховище

У межах проєкту на лівій твірній Місакубо річці Точу звели кам'яно-накидну греблю висотою 105 м, довжиною 258 м та товщиною по гребеню 10 м, яка потребувала 2,4 млн м3 матеріалу. Вона утворила водосховище з площею поверхні 0,84 км2 і об'ємом 30 млн м3 (корисний об'єм 22,8 млн м3), у якому припустиме коливання рівня між позначками 465 та 505 м НРМ. Окрім власного стоку, сюди подається ресурс із правої твірної Місакубо річки Ширакура, від водозабору на якій прокладено тунель довжиною 2,6 км з перетином 2,1 × 2,3 м.

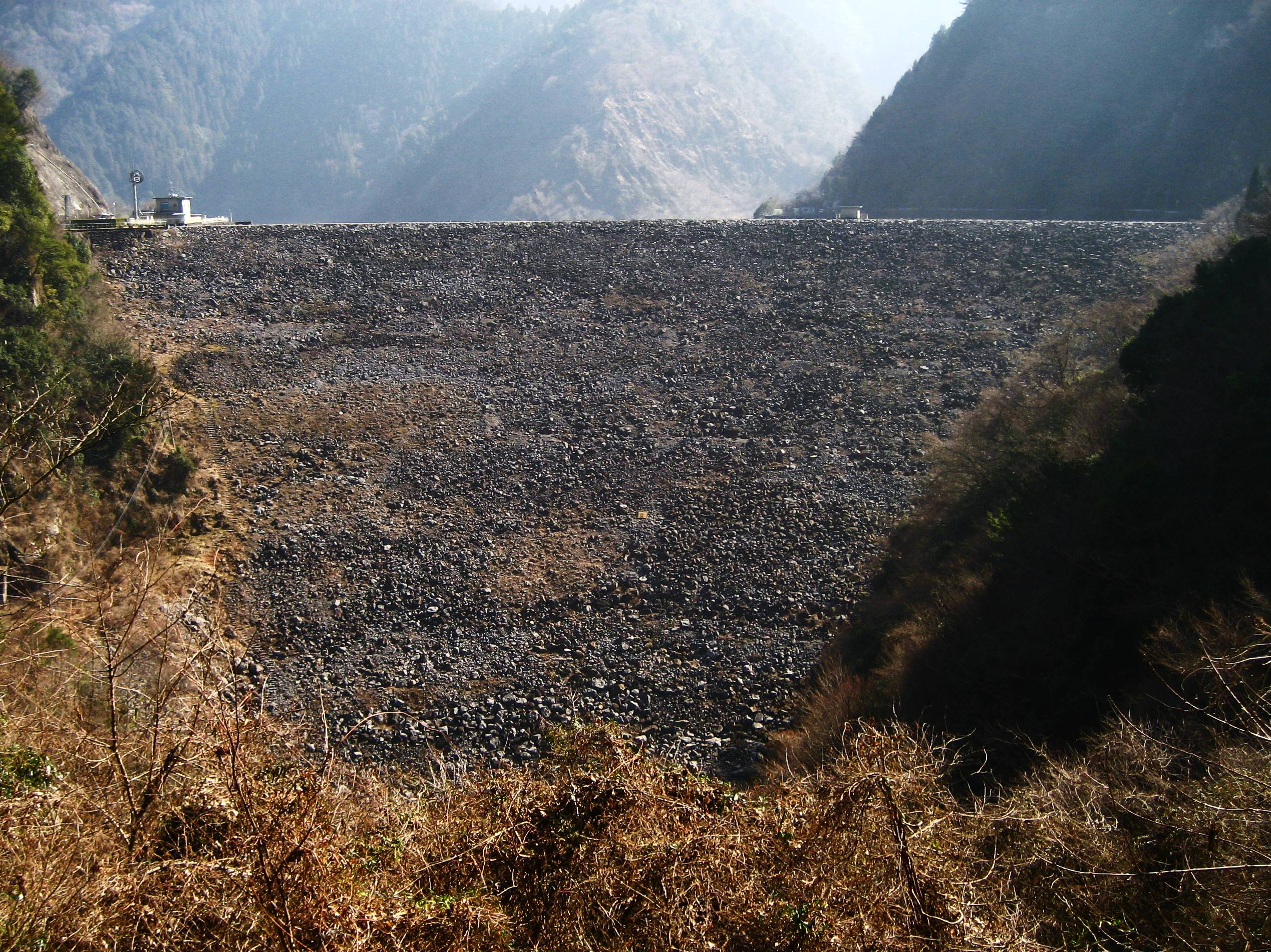
Гребля Місакубо

Зі сховища починається головний дериваційний тунель довжиною 5,2 км із діаметром 3,7 м, який після вирівнювального резервуара висотою 57 м та діаметром 5 м переходить у напірний водовід довжиною 0,5 км зі спадаючим діаметром від 3,7 до 1,8 м. Біля вирівнювального резервуара також розташований відкритий балансувальний басейн, куди надходить ресурс із водозабору на річці Кета (як і Місакубо, є лівою притокою Тенрю), від якої прямує тунель довжиною 5,4 км із перетином 2,4 × 2,5 м.
Розташований на лівому березі Місакубо машинний зал обладнали однією турбіною типу Френсіс потужністю 55 МВт (номінальна потужність станції рахується на рівні 50 МВт), яка використовує напір у 220 м та забезпечує виробництво 141 млн кВт·год електроенергії на рік.
Відпрацьована вода транспортується до Тенрю по відвідному тунелю довжиною 4,5 км із діаметром 3,7 м.